# دیمتیندن
دیمتیندن(به انگلیسی: Dimetindene) یک آنتی‌هیستامین/آنتی‌کولینرژیک و یک آنتاگونیست انتخابی H۱ نسل اول است. دیمتیندن یک نوع آنتاگونیست H۱ نسل اول تیپیکال است زیرا تنها به مقدار اندک از سد خونی مغزی عبور می‌کند.
دیمتیندن همچنین یک آنتاگونیست گیرنده M۲ محسوب می‌شود.
این دارو در سال ۱۹۵۸ ثبت شد و در سال ۱۹۶۰ مورد استفاده پزشکی قرار گرفت.

## استفاده پزشکی
دیمتیندن به صورت خوراکی و موضعی به عنوان داروی ضدخارش استفاده می‌شود. به صورت موضعی برای درمان التحابات پوستی مانند نیش حشرات استفاده می‌شود. دیمتیندن همچنین به صورت خوراکی برای درمان برخی از انواع آلرژی مانند تب یونجه تجویز می‌شود.
این ماده معمولاً به شکل نمک مالئیک اسید آن یعنی دیمتیندن مالئات فرموله می‌شود.